# Глазуново (Владимирская область)
Глазуново — упразднённая деревня в Гороховецком районе Владимирской области России.

## География
Урочище находится в восточной части области, в зоне хвойно-широколиственных лесов, к югу от реки Клязьмы и автодороги М7, на расстоянии 12 километров (по прямой) к юго-западу от города Гороховец, административного центра района.

### Климат
Климат характеризуется как умеренно континентальный. Средняя температура воздуха самого холодного месяца (января) — −11,2 °C (абсолютный минимум — −45 °С), средняя температура воздуха самого тёплого месяца (июля) — +18,4 °С (абсолютный максимум — +38 °С). Безморозный период длится около 139 дней. Годовое количество атмосферных осадков составляет около 556 мм, из которых 387 мм выпадает в период с апреля по октябрь. Снежный покров держится в среднем около 149 дней.

## История
В «Списке населенных мест Владимирской губернии по сведениям 1859 года» населённый пункт упомянут как владельческое сельцо Гороховецкого уезда, расположенное в 13 верстах от уездного города. В сельце насчитывалось 6 дворов и проживало 53 человека (24 мужчины и 29 женщин).
По состоянию на 1905 год, в Глазунове имелось 12 дворов и проживало 49 человек. В административном отношении деревня входила в состав Кожинской волости.
По данным 1926 года, в деревне имелось 11 крестьянских хозяйств и проживало 43 человека (18 мужчин и 25 женщин). Являлась частью Леоновского сельсовета Гороховецкой волости Вязниковского уезда.
На момент упразднения входила в состав Чулковского сельсовета Гороховецкого района. Упразднена решением облисполкома № 1086 от 22 сентября 1965 года как фактически не существующая.